# Suburbia (película)
Suburbia, también conocida como Rebel Streets y The Wild Side, es una película de 1984 escrita y dirigida por Penelope Spheeris acerca de movimientos punk suburbanos que se escapan de casa. Los niños toman un estilo de vida punk minimalista al pertenecer a un movimiento okupa en suburbios abandonados de zonas de cubierta. Los punks son interpretados por Chris Pedersen, Bill Coyne y el bajista de los Red Hot Chili Peppers Flea, entre otros.
Con la excepción de Bill Coyne y Chris Pedersen, quienes eran actores profesionales, la directora Penelope Spheeris reclutó a niños callejeros y músicos de punk rock para interpretar cada rol, en vez de contratar a actores niños para interpretar a roqueros punk.
Vincent Canby la llamó "un melodrama compasivo, de "ojos claros" acerca de una cantidad de deserciones juveniles" y "probablemente la mejor película de adolescentes en revuelta desde Over the Edge (película) de Jonathan Kaplan".
La película contiene material en vivo de D.I. interpretando "Richard Hung Himself", TSOL interpretando "Wash Away" y "Darker My Love", y The Vandals interpretando "The Legend of Pat Brown". A su vez, la película inspiró la canción de los Pet Shop Boys "Suburbia".
La película es parte de la serie Roger Corman's Cult Classics de Shout Factory, relanzada en DVD en 2010.